# Frutiger
Frutiger（フルティガー）は、アドリアン・フルティガー（Adrian Frutiger）によってデザインされたサンセリフの欧文書体。遠くから見たときの視認性に優れ、特に空港や駅などの案内用標識などに用いられるほか、印刷物でも幅広く利用されている。

## 歴史
アドリアン・フルティガーがシャルル・ド・ゴール空港の案内標識をデザインする依頼を受けたのは1968年のことであった。フルティガーは自身がかつて製作したUniversを用いるのではなく、遠くからでも読みやすく、空港の標識に適したフォントを新たに作ることにした。このフォントは1976年、ライノタイプから Frutiger の名で一般向けに発売された。
2000年、Frutiger Next（フルティガー・ネクスト）がリリース。これはアルテ・ピナコテーク美術館のためにデザインされたもので、ウェイト数の増加やエックスハイトを高めるなどの改良が行われている。Frutiger Nextのイタリック体は機械的（あるいは光学的な）傾斜体ではなく、新規にイタリック用にデザインされ、小文字の「a」などがいわゆる「一階建て」になっている。
2009年7月、Frutiger の改刻版、Neue Frutiger（ノイエ・フルティガー）がリリースされた。2000年の Frutiger Next の制作は、フルティガー自身の指揮によるものではないため、1977年のオリジナルの Frutiger を基に、小林章とフルティガーとが共同で改刻したもの。デザインの全面的な改良とウェイトの充実がおこなわれた。ただし、イタリック体はFrutiger Nextとは異なり、またもとのFrutiger同様の傾斜体に戻されている。

## 利用

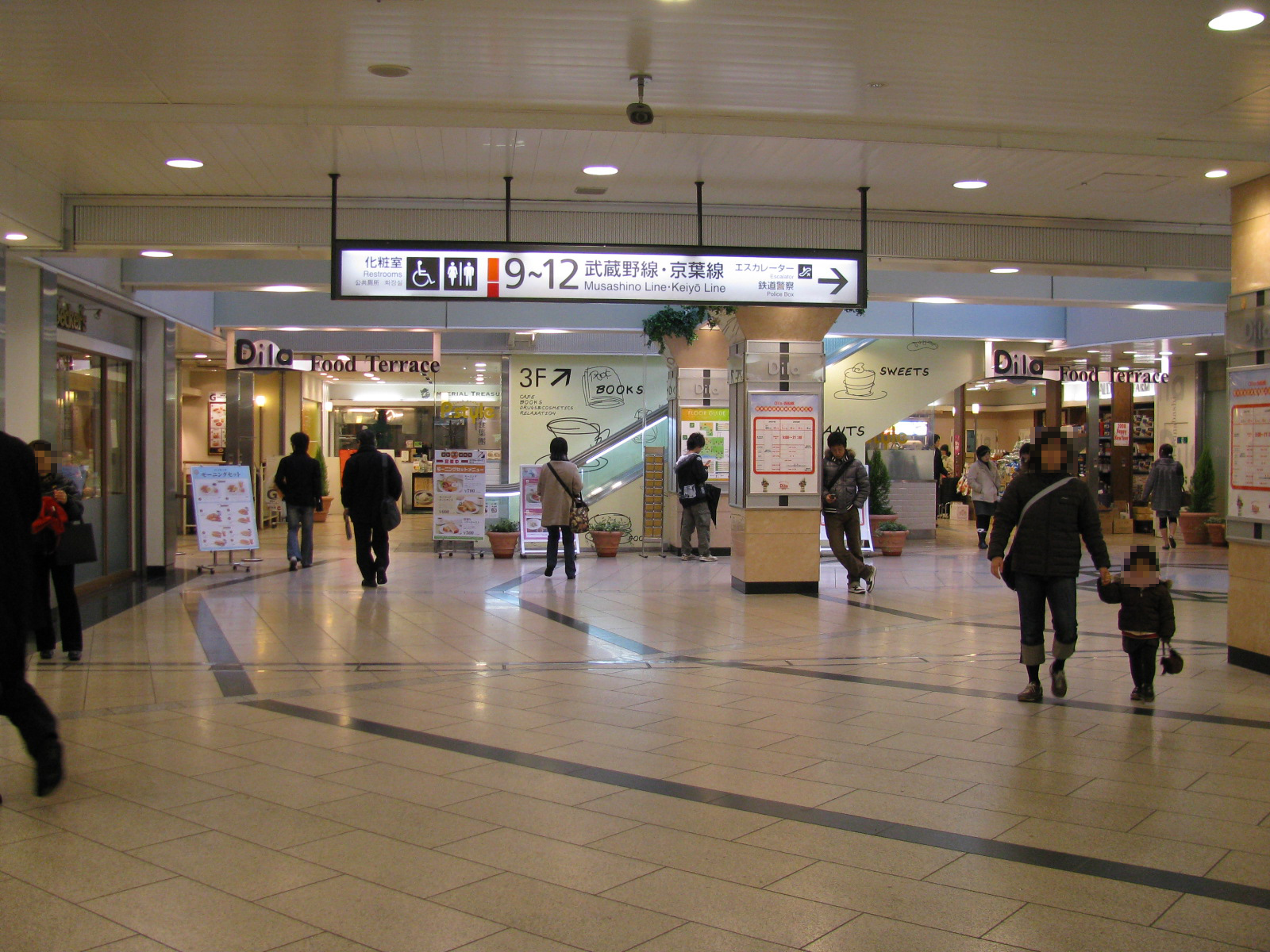
東日本旅客鉄道の駅
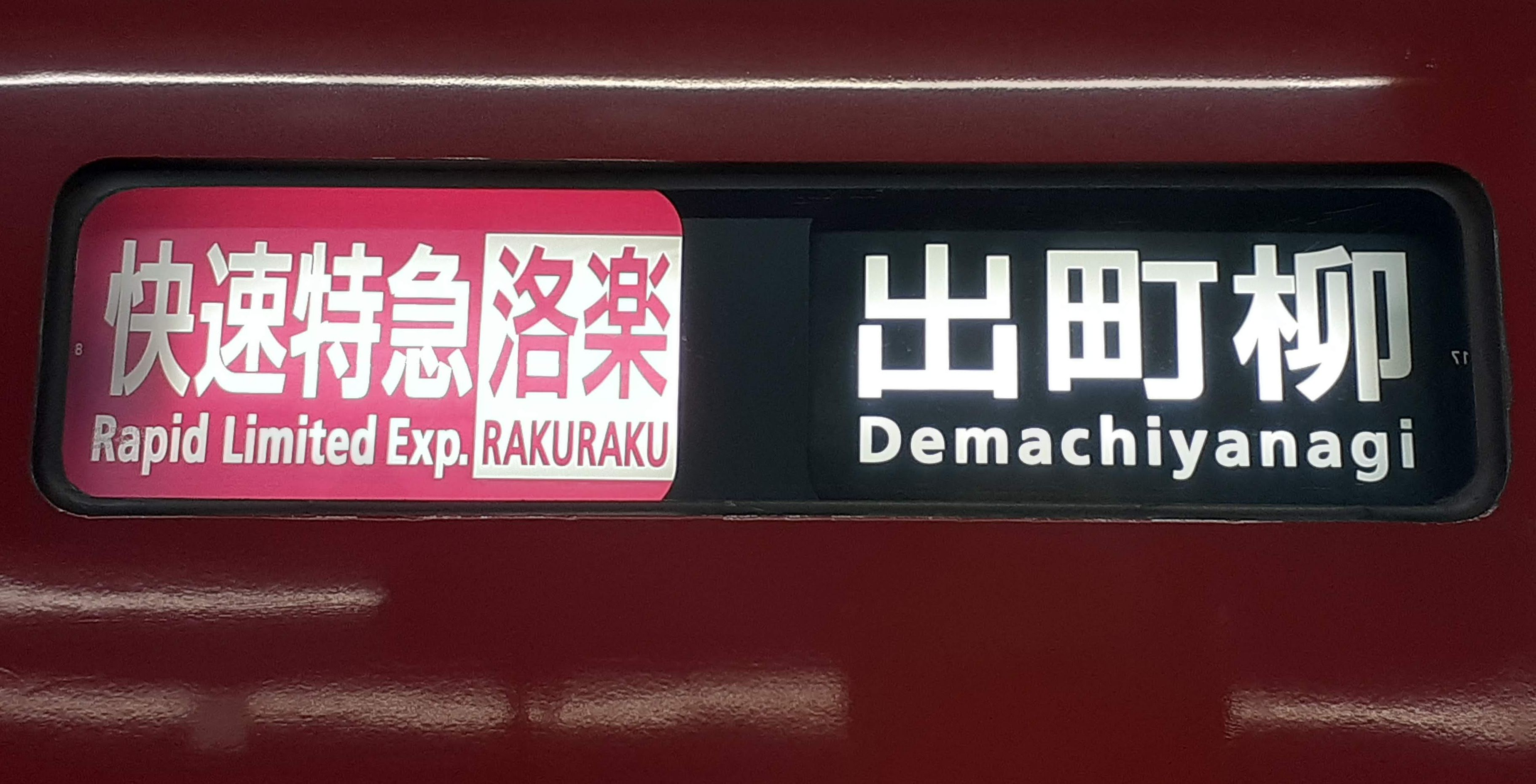
京阪電気鉄道の方向幕
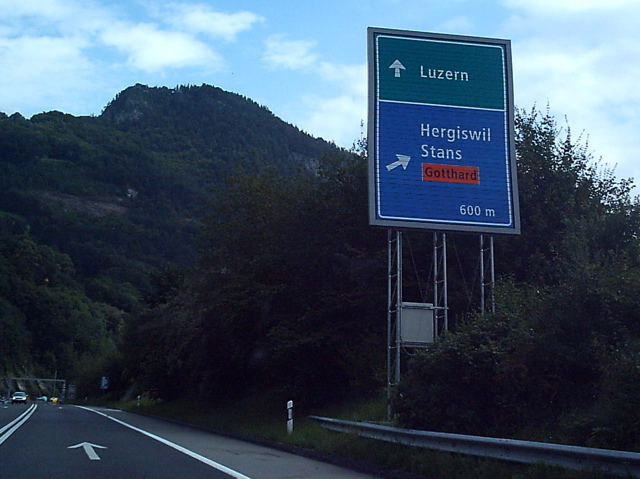
スイス・道路交通標識
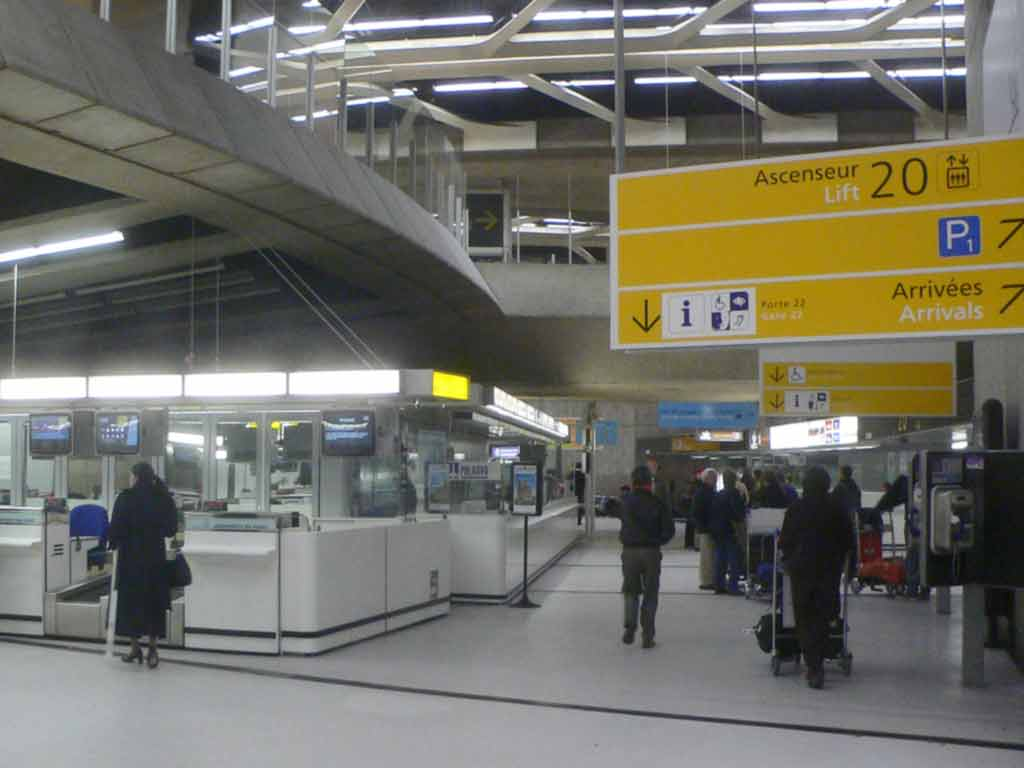
シャルル・ド・ゴール空港
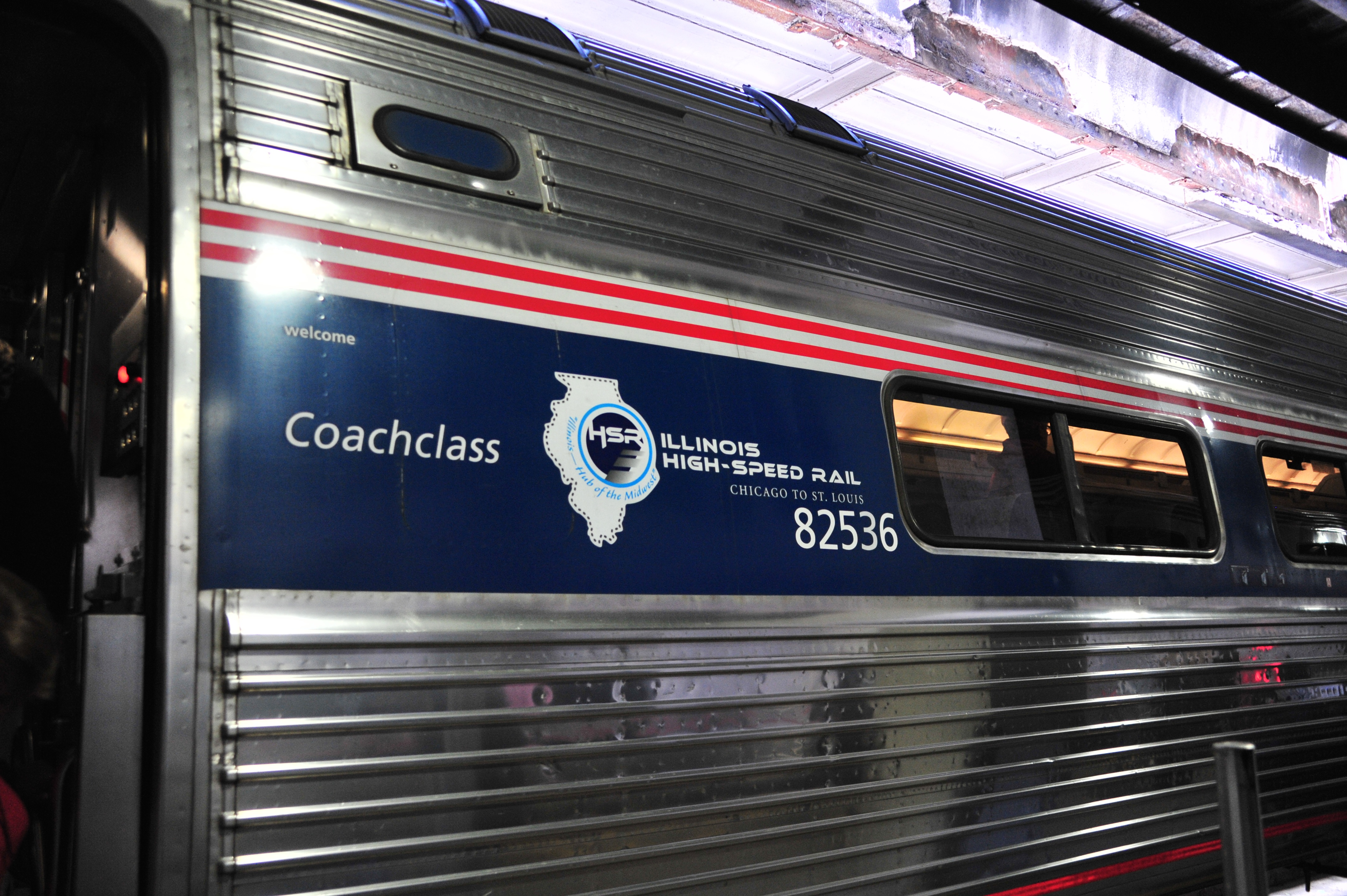
アムフリート客車 注:中央のロゴ部はフルティガーではない。
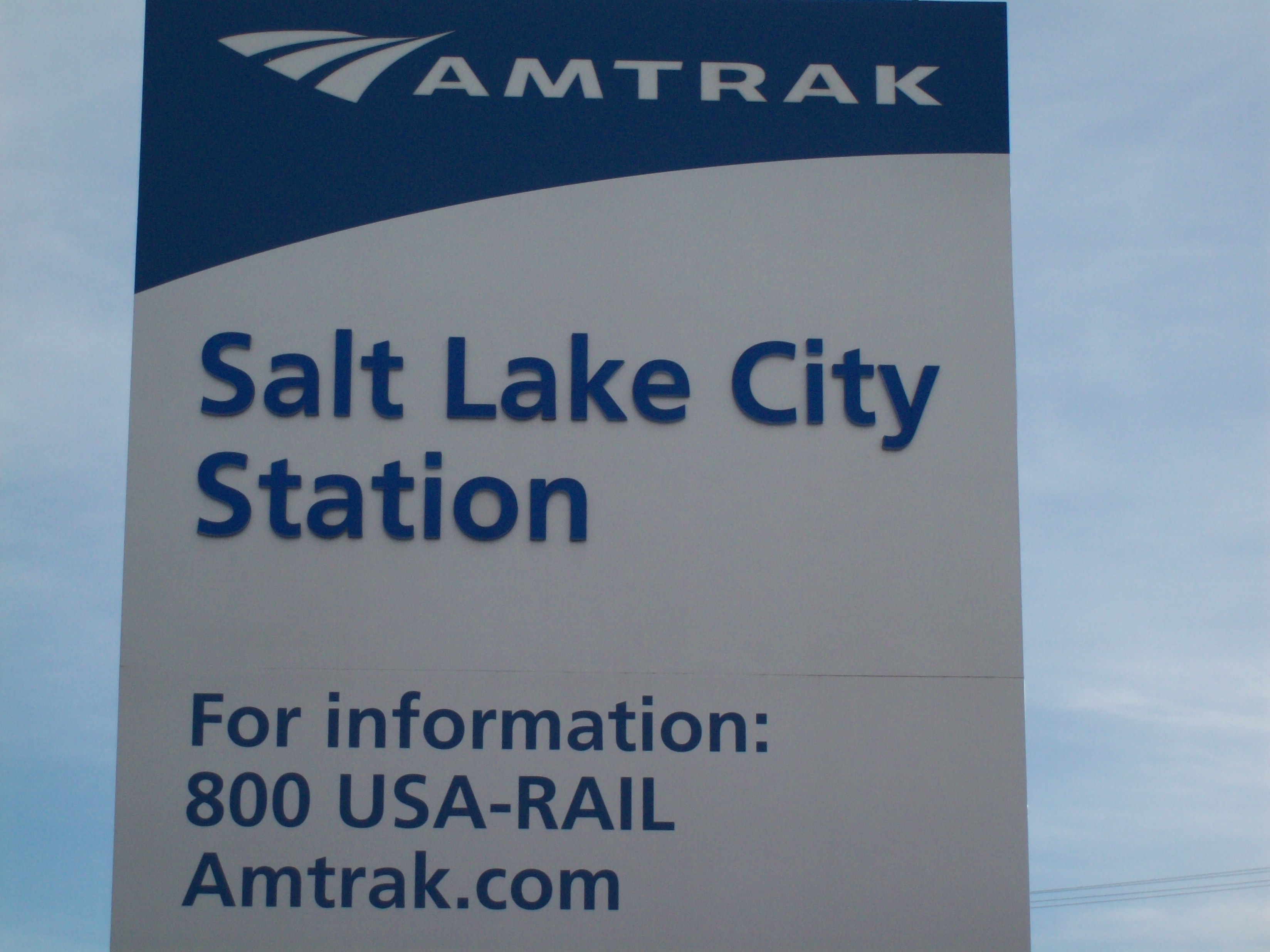
ソルトレイクシティ駅の駅名標

日本では、東日本旅客鉄道（JR東日本）の駅に掲示されている着発線番号表示や、東京地下鉄（東京メトロ）・東京都交通局 (都営地下鉄)の駅構内サイン類における欧文表示用書体、京阪電気鉄道の各駅に掲示されている時刻表や、車体塗装変更時に採用された車両番号、路線記号導入にあたって更新された西日本旅客鉄道の車両の方向幕や駅構内サイン類における欧文表示用書体、パナソニックの製品の品番表記など、日本国内で流通している雑誌などの印刷物や広告、テレビ等の媒体でも見かける機会が増えつつある。
アメリカ合衆国では、長距離旅客輸送を担うアムトラックが時刻表などの印刷物、駅名などの標示、各車輌の表記に使用している。サンフランシスコ・ベイエリアを走るバートも、全ての標示に使用している。

## 派生・類似フォント
派生フォントとして、1997年にドイツのMetaDesignがFrutigerを原案（Linotypeからの正式ライセンス）としたフォント"FF Transit"をFontFontから発売している。イタリック体はFrutiger Next同様の「正式な」イタリック体、iドット/ｊドットが円形など、オリジナルと異なる部分も多く現在でも入手可能である。
モノタイプが2017年に発表した同社初の日本語フォントたづがね角ゴシックに組み込まれている。Neue Frutigerに合う日本語フォントとして、小林章によってデザインされた。
Frutigerに類似したフォントとしては、アドビの"Myriad"（ミリアド）、マイクロソフトの"Segoe"（シーゴー）などがある。